# الزاوية (كفايت)
الزاوية هي إحدى مشيخات المملكة المغربية، تتبع جغرافيا لإقليم جرادة وإداريًا لكفايت. يقدر عدد سكانها بـ 11212 نسمة حسب الإحصاء الرسمي للسكان والسكنى لسنة 2004.